# Podhradík
Podhradík este o comună slovacă, aflată în districtul Prešov din regiunea Prešov, pe malul râului Šebastovka⁠(d). Localitatea se află la altitudinea de 444 m deasupra n.m., se întinde pe o suprafață de 10,56 km2 și în 2017 număra 399 de locuitori.

## Istoric
Localitatea Podhradík este atestată documentar din 1401.

## Demografie
| An:                | 1994 | 2004   | 2014   | 2024    |
| ------------------ | ---- | ------ | ------ | ------- |
| Număr de persoane: | 326  | 350    | 372    | 434     |
| Diferență:         |      | +7,36% | +6,28% | +16,66% |

| An:                | 2023 | 2024   |
| ------------------ | ---- | ------ |
| Număr de persoane: | 440  | 434    |
| Diferență:         |      | −1,36% |